# 1972년 하계 올림픽 축구
제20회 하계 올림픽 축구 경기는 1972년 8월 27일부터 9월 10일까지 서독 뮌헨에서 열렸다.

## 경기장
뮌헨 : 뮌헨 올림픽 스타디움 
 뉘른베르크 : 슈타디온 뉘른베르크 
 레겐스부르크 : 얀 슈타디온 
 잉골슈타트 : ESV 슈타디온 
 파사우 : 드레플뤼슈 슈타디온 
 아우크스부르크 : 로젠아우슈타디온